# Trichostomum lillei
Trichostomum lillei är en bladmossart som beskrevs av Hugh Neville Dixon 1926. Trichostomum lillei ingår i släktet lansettmossor, och familjen Pottiaceae. Inga underarter finns listade i Catalogue of Life.